# Niphotragulus albosignatus
Niphotragulus albosignatus là một loài bọ cánh cứng trong họ Cerambycidae.